# Bois de Gannes
Bois de Gannes ist eine Siedlung im Parish Saint David im Süden von Grenada.

## Geographie
Die Siedlung liegt im Inselinnern am Morne Gazo (Delice Hill) im Gebiet von Epping Forest.